# Vikings (3.ª temporada)
A terceira temporada de Vikings foi anunciada pela History no primeiro semestre de 2014. Michael Hirst continua como showrunner e produtor executivo. A terceira temporada estreou em 19 de fevereiro de 2015.

## Elenco e personagens

### Principal
- Travis Fimmel como Rei Ragnar Lothbrok
- Katheryn Winnick como Lagertha
- Clive Standen como Rollo[2]
- Jessalyn Gilsig como Siggy
- Gustaf Skarsgård como Floki
- George Blagden como Athelstan
- Alexander Ludwig como Bjorn Flanco de Ferro
- Alyssa Sutherland como Rainha Aslaug
- Ben Robson como Kalf[3]
- Kevin Durand como Harbard[3]
- Lothaire Bluteau como Imperador Charles da Frância Ocidental[3]
- Linus Roache como Rei Ecbert de Wessex

### Recorrente
- Maude Hirst como Helga
- Moe Dunford como Príncipe Aethelwulf de Wessex
- Gaia Weiss como Þórunn
- Jennie Jacques como Princesa Judith da Nortúmbria
- Cormac Melia como Ubbe
- Cathal O'Hallin como Hvitserk
- Edvin Endre como Erlendur
- Amy Bailey como Princesa/Rainha Kwenthrith da Mércia
- John Kavanagh como Vidente
- Philip O'Sullivan como Bispo Edmund
- Morgane Polanski como Princesa Gisla da Frância Ocidental[3]
- Owen Roe como Conde Odo de Paris
- Georgia Hirst como Torvi
- Steve Wall como Einar
- Frankie McCafferty como Sinric
- Greg Orvis como Earl Siegfried
- Aaron Monaghan como Príncipe Burgred
- Huw Parmenter como Roland
- Laurence Foster como Arquibispo Francês
- Jefferson Hall como Torstein
- Karen Hassan como Therese
- Mark Huberman como Louis

### Convidado
- Ian Beattie como Rei Brihtwulf da Mércia
- Ivan Kaye como Rei Aelle da Nortúmbria
- Elinor Crawley como Thyri
- Søren Pilmark como Stender
- Eddie Drew como Odin
- Carl Shaaban como Jesus
- James Murphy como Ansgar

## Produção
Uma co-produção irlandesa-canadense apresentada pela Metro-Goldwyn-Mayer, Vikings foi desenvolvida e produzida pela Octagon Films e pela Take 5 Productions. Morgan O'Sullivan, Sheila Hockin, Sherry Marsh, Alan Gasmer, James Flynn, John Weber e Michael Hirst são creditados como produtores executivos. A terceira temporada foi produzida por Steve Wakefield e Keith Thompson. Bill Goddard e Séamus McInerney são os co-produtores.
A equipe de produção da terceira temporada inclui os diretores de escolha de elenco Frank e Nuala Moiselle, o designer de figurino Joan Bergin, os supervisores de efeitos visuais Julian Parry e Dominic Remane, os designers de dublês Franklin Henson e Richard Ryan, o compositor Trevor Morris, o designer de produção Mark Geraghty, os editores Aaron Marshall no primeiro, terceiro, quinto, sétimo e nono episódio, e Don Cassidy no segundo, quarto, sexto, oitavo e décimo episódio, e o cineasta Pj Dillon.

## Episódios
| N.º na série | N.º na temp. | Título                                           | Dirigido por   | Escrito por   | Exibição original       |
| --- | ------------ | ------------------------------------------------ | -------------- | ------------- | ----------------------- |
| 20 | 1            | "Mercenary" "(O Mercenário)" (BR)                | Ken Girotti    | Michael Hirst | 19 de fevereiro de 2015 |
| Ragnar diz a Bjorn que ele nunca quis ser Rei, mas apenas para explorar e cultivar. Ragnar quer voltar a Wessex para reivindicar a terra prometida pelo Rei Ecbert. Floki sente que sua nova família com Helga está muito feliz, enquanto Rollo deseja ficar longe de Siggy. Þórunn deseja ser uma guerreira como Lagertha, muito para o descontentamento de Bjorn; ele acredita que ela está carregando seu filho. Quando Lagertha anuncia que pretende atacar com Ragnar, Kalf, seu homem de mão direita, oferece para permanecer e cuidar de Hedeby. Quando eles chegam a Wessex, o rei Ecbert informa Ragnar que para receber suas terras, os vikings devem lutar pela princesa Kwenthrith para apaziguar os nobres do Rei Ecbert. Lagertha não tem certeza sobre se juntar, então o Rei Ecbert lhe oferece o trabalho de liderar os colonos viking em Wessex. Os colonos vão para a terra para cultivar. |              |                                                  |                |               |                         |
| 21 | 2            | "The Wanderer" "(O Viajante)" (BR)               | Ken Girotti    | Michael Hirst | 26 de fevereiro de 2015 |
| Uma celebração é realizada em homenagem à vitória. O braço esquerdo de Torstein torna-se gangrenoso e ele pede a Floki para amputá-lo. Kwenthrith pede a cabeça de seu tio, e Ragnar questiona seu ódio; ela admite ter sido sexualmente abusada quando era uma criança por ele e seu irmão mais velho. Preocupado com a segurança de Þórunn, Bjorn a ensina e depois se propõe a se casar com ela. De volta a Kattegat, Helga, Siggy e Aslaug compartilham sonhos estranhos sobre um estranho. Em Hedeby, Kalf usurpa o título de Lagertha com a ajuda de Einar. O príncipe Aethelwulf procura o jovem irmão da princesa e seu exército. Ele captura um soldado que lhe diz que eles esperam reforços. O Rei Ecbert, se aproxima de Lagertha, e oferece-lhe um colar. A princesa Judith disse a Athelstan durante a confissão que sonhava em dormir com ele e eles acabam se beijando. Helga encontra o estranho de seus sonhos. |              |                                                  |                |               |                         |
| 22 | 3            | "Warrior's Fate" "(O Destino do Guerreiro)" (BR) | Jeff Woolnough | Michael Hirst | 5 de março de 2015      |
| O Rei Ecbert visita o assentamento viking em constante desenvolvimento, enquanto a primeira colheita é semeada. Helga, Siggy e Aslaug ajudam Harbard com a mão, e ele conta as histórias sobre suas viagens e os deuses. Na Inglaterra, os vikings começaram a subir a montanha para lutar contra o irmão de Kwenthrith e seu exército. Ela pede a Ragnar que poupe seu irmão. Torstein se oferece para se certificar de que o exército está lá e morre valentemente. Na batalha, Þórunn fica gravemente ferida. O irmão da princesa Kwenthrith se rende. Em Kattegat, um pescador pega dois meninos afogados nas redes. Siggy visita o vidente para discutir Harbard e seus sonhos. |              |                                                  |                |               |                         |
| 23 | 4            | "Scarred" "(Marcado)" (BR)                       | Jeff Woolnough | Michael Hirst | 12 de março de 2015     |
| Aethelwulf tenta fazer amizade com Rollo e Floki; Floki está infeliz com a luta pelos cristãos. Kalf e Einar planejam o retorno de Lagertha. Kalf diz que ele convidou uma pessoa importante para sua aldeia para ajudar, que é o filho do Rei Horik, Erlendur, agora casado com a viúva Torl de Jarl Borg. Os dois filhos de Aslaug saem de sua casa e Siggy segue para encontrá-los caminhando por um lago congelado, onde ambos os meninos caem através do gelo fino. Siggy mergulha depois deles, e Harbard ajuda a retirá-los enquanto Siggy se afoga. Na Inglaterra, a princesa Kwenthrith durante um brinde, envenena seu irmão Burgred. |              |                                                  |                |               |                         |
| 24 | 5            | "The Usurper" "(O Usurpador)" (BR)               | Helen Shaver   | Michael Hirst | 19 de março de 2015     |
| Os vikings retornam a Kattegat, e as mulheres descobrem sobre a morte de Torstein ao mesmo tempo que Rollo fica sabendo sobre a morte de Siggy. Ragnar suspeita por que Aslaug não estava cuidando das crianças. Floki torna-se mais franco sobre o ódio contra os cristãos e Athelstan. Helga diz a Floki sobre Harbard, e ele afirma que Harbard é um deus. Aethelwulf descobre que Judith está carregando o filho de Athelstan, e ele é enviado para o assentamento para resolver problemas lá. Um mensageiro chega para dizer a Lagertha que seu condado foi usurpado por Kalf; ela pede a Ragnar para ajudá-la a recuperá-lo. Ragnar diz aos homens que irão atacar Paris na primavera. Ragnar retorna com Lagertha para falar com Kalf, embora ele decida não ajudar a lutar por Lagertha. Aethelwulf leva seus soldados ao assentamento e mata todos os colonos. Floki conta a Ragnar que Aslaug dormiu com Harbard, e que Harbard é outro nome para Odin. O Rei Ecbert descobre o destino dos colonos; ele repreende seus nobres, então em particular revela que era seu plano o tempo todo. |              |                                                  |                |               |                         |
| 25 | 6            | "Born Again" "(Renascido)" (BR)                  | Helen Shaver   | Michael Hirst | 26 de março de 2015     |
| Þórunn dá à luz uma menina, que nomeia de Siggy. Um fazendeiro retorna de Wessex e conta a Ragnar sobre o massacre de Aethelwulf. Athelstan tem um sinal de Deus. Em Wessex, Judith dá à luz um filho, mas é condenado a ter suas orelhas e narizes cortados por adultério. Depois que uma orelha é removida, ela revela que Athelstan é o pai. O Rei Ecbert diz que a criança é enviada de Deus e será batizada de Alfred . Earl Kalf lidera uma frota para Kattegat para se juntar à incursão em Paris , juntamente com Erlendur e Torvi. Rollo revela que Athelstan já não usa sua braçadeira. Floki recebe um sinal de que "sangue deve ser derramado", e mata Athelstan enquanto ele está orando. Ragnar leva o corpo de Athelstan ao lado da montanha para enterrá-lo, devastado. |              |                                                  |                |               |                         |
| 26 | 7            | "Paris" "(Paris)" (BR)                           | Kelly Makin    | Michael Hirst | 2 de abril de 2015      |
| A frota viking de Ragnar, também reforçada pelo Conde Siegfried, chega na Frância e se prepara para a batalha. A população de Paris fica em pânico com a aparição da frota viking. O imperador Carlos é convidado pelo Conde Odo para evacuar Paris, mas depois de consultar sua filha Gisla em particular, ele se recusa. Ragnar os choque quando ele decide deixar Floki no comando do ataque. Vikings e Francos se preparam para o cerco enquanto os cristãos rezam pela proteção dos pagãos. |              |                                                  |                |               |                         |
| 27 | 8            | "To the Gates!" "(Para os Portões!)" (BR)        | Kelly Makin    | Michael Hirst | 9 de abril de 2015      |
| Os vikings atacam Paris. Lagertha, Kalf e Erlendur lideram um ataque no portão da cidade; enquanto isso, Floki, Ragnar, Bjorn e Rollo tentam quebrar as paredes dos barcos no rio. A princesa Gisla consegue restaurar a fé nas tropas francesas ao revelar o Oriflamme, a sagrada bandeira de seu patrono, Saint Denis. Mais tarde, a defesa mantém, repelindo os vikings. Enquanto os francos celebram sua vitória, no campo de viking os guerreiros têm que lidar com seus feridos, incluindo Bjorn gravemente ferido e Ragnar, que foi derrubado das paredes. Floki é consumido por sua culpa, tendo confiado nos bons presságios de seus deuses. Helga, enojada pelo seu egoísmo, o deixa. |              |                                                  |                |               |                         |
| 28 | 9            | "Breaking Point" "(Ponto de Ruptura)" (BR)       | Ken Girotti    | Michael Hirst | 16 de abril de 2015     |
| Com os vikings ainda em recuperação, Ragnar ordena outro ataque. Dirigido por Rollo, Lagertha e Kalf, eles conseguem passar a ponte, mas eles são mais uma vez empurrados para trás. Siegfried é capturado e executado na insistência de Gisla. Embora os francos tenham conseguido defender a cidade, uma praga se espalhou em Paris e os cidadãos estão morrendo. O Conde Odo implora ao imperador que venha a acordo com seu inimigo. As feridas de Ragnar não curarão, deixando-o fraco. Tentando restaurar sua liderança, ele encontra secretamente os francos; embora ofereça ouro e prata, Ragnar não aceita. Conhecer o seu fim está se aproximando, ele pede para ser batizado e ser enterrado dentro da cidade. Enquanto isso, em Kattegat, Aslaug é responsável e lida com o missionário cristão Ansgar. Ansgar tenta levar um pedaço de metal quente para provar o poder do deus cristão, mas ele falha e é executado. |              |                                                  |                |               |                         |
| 29 | 10           | "The Dead" "(Os Mortos)" (BR)                    | Ken Girotti    | Michael Hirst | 23 de abril de 2015     |
| Os francos pagam ouro e prata aos vikings, mas eles não mostram sinais de sair. Muitas pessoas ainda estão chocadas com o batismo de Ragnar, e quando o líder gravemente ferido morre, Bjorn está no comando. Os guerreiros colocam Ragnar em um caixão de madeira e escoltam-no até os portões de Paris, onde se encontram com o Bispo. O caixão é trazido dentro da Catedral para ser abençoado, mas Ragnar salta repentinamente do caixão vivo. Ele leva a princesa Gisla como refém e força os guardas a abrir os portões, permitindo que os vikings entrem na cidade. A maioria dos vikings então partem para casa, mas um pequeno grupo, liderado por Rollo, permanece. O imperador Charles está determinado a ganhar o seu favor, oferecendo a Rollo terra e títulos, e sua filha em casamento. Enquanto volta para casa, Ragnar diz para Floki que sabe que ele é o assassino de Athelstan. |              |                                                  |                |               |                         |